# سركام (سياهو)
سرکام (بالفارسية: سرکم) هي قرية تقع في إيران في قسم سياهو الريفي. يقدر عدد سكانها بـ 17 نسمة .